# GNOME Panel
GNOME Panel es una barra de tareas y lanzador de aplicaciones para GNOME.
Hasta la versión 2.32, formó parte del escritorio de GNOME predeterminado. Fue reemplazado en GNOME 3.0 con el entorno gráfico GNOME Shell, que solamente funciona con el gestor de ventanas Mutter.
GNOME Panel sirvió como un Modo Repliegue (Fallback Mode) cuando no se podía ejecutar Mutter hasta GNOME 3.8, donde fue reemplazada por una suite de extensiones de GNOME oficialmente soportadas denominada 'GNOME Classic'. Ahora es parte de GNOME Flashback, una sesión para GNOME 3 que proporciona una experiencia de usuario similar a las sesiones serie de Gnome 2.x.

## Apariencia
De manera predeterminada, GNOME Flashback usualmente contiene dos paneles (uno arriba y otro abajo) abarcando el ancho de la pantalla.
El panel superior usualmente contiene menús de navegación llamados «Aplicaciones», «Lugares» y «Sistema», en ese orden. Estos menús proporcionan acceso a las aplicaciones instaladas, a áreas en el sistema de archivos, y a preferencias del sistema y herramientas de administración, respectivamente. Este panel también contiene un reloj/calendario y un área de notificación.
El panel inferior, en su mayor parte, está vacío (aparte de un botón para mostrar el escritorio y otro para cambiar de espacio de trabajo) debido a que se usa para navegar entre las ventanas abiertas.

## Personalización

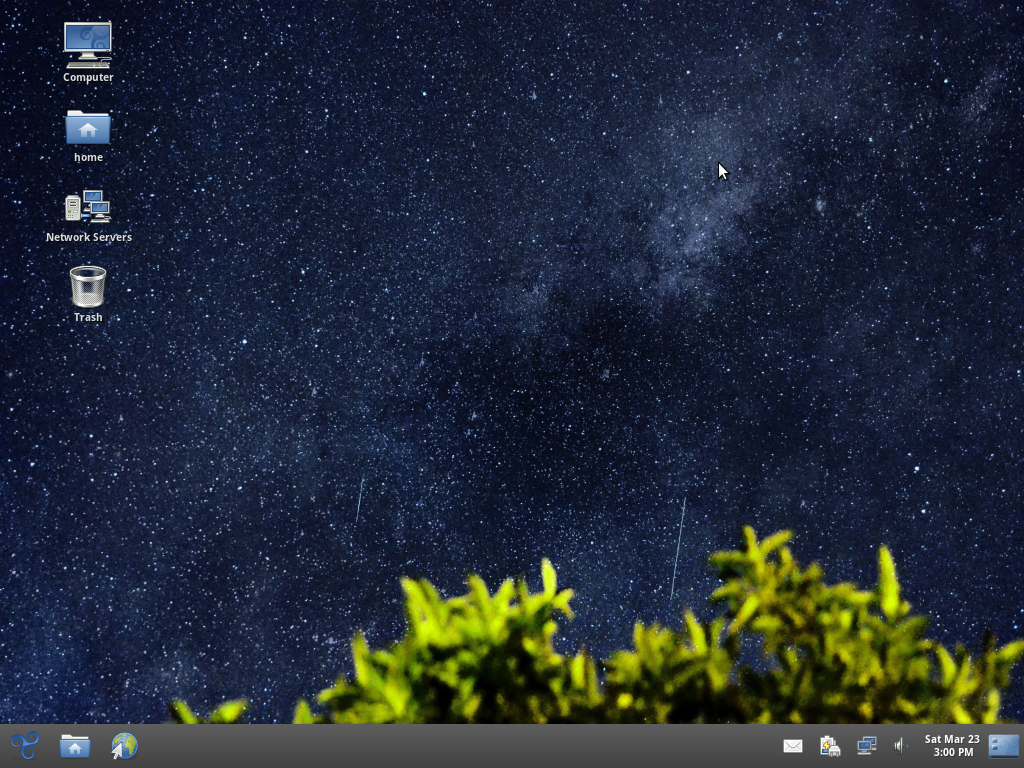
Trisquel 6 Desktop ejecutando el Modo Fallback

Los paneles pueden contener widgets, que consisten en menús personalizables, cajas de búsqueda, botones, accesos directos a aplicaciones (similar al «Inicio rápido» de la barra de tareas en versiones anteriores a Windows 7), entre otros.
Los paneles son muy reconfigurables: todo en el panel puede moverse, eliminarse y configurarse. Por ejemplo, un usuario que migró desde Microsoft Windows puede mover los menús del panel superior hacia abajo para formar una especie de «Menú Inicio», así como el área de notificación a su posición correspondiente en Windows, y eliminar el panel superior, para interactuar con GNOME Panel de manera similar a como lo hacía con la barra de tareas de Windows.

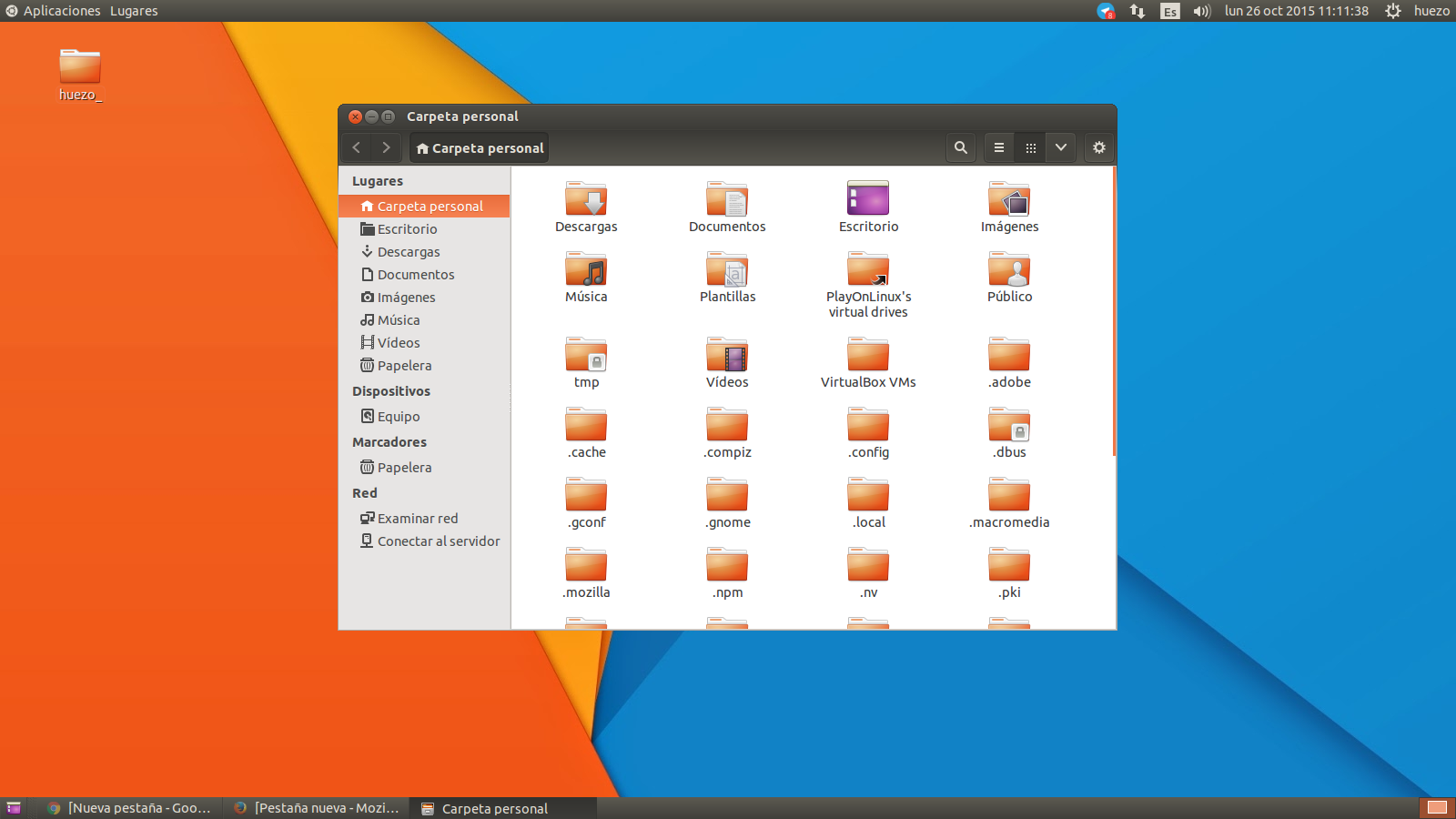
GNOME FLASHBACK EN UBUNTU